# آشیانه گرگ‌ها
آشیانه گرگ‌ها (به ترکی استانبولی: Kurtlar Vadisi) یک فرنچایز رسانه‌ای محصول کشور ترکیه است که توسط عثمان سیناو ساخته شده است. آشیانه گرگ‌ها شامل چند مجموعه تلویزیونی، فیلم سینمایی و کتاب می‌شود.

## فیلم‌ها

### آشیانه گرگ‌ها: عراق
آشیانه گرگ‌ها: عراق: (به ترکی استانبولی: Kurtlar Vadisi: Iraq) یک فیلم جنجالی محصول سال ۲۰۰۶ به کارگردانی سردار آکار است که به ادامه داستان پولاد علمدار و تیمش است که در طول اشغال عراق برای انتقام به شمال عراق می‌روند. کشته شدن سربازان ترکیه گزارش‌های ضدآمریکایی و یهودستیزی مورد توجه رسانه‌های آمریکایی و اروپایی و سازمان‌های دیگر، مانند اتحادیه ضد افترا، قرار گرفت. این فیلم که در ۳ فوریه ۲۰۰۶ در ترکیه اکران شد و یکی از پردرآمدترین فیلم‌های ترکیه ای سال بود.

### مورو: لعنت به اومانیست درون
مورو: لعنت به اومانیست درون (به ترکی استانبولی: Muro Nalet Olsun İçimdeki İnsan Sevgisine) یک فیلم اسپین آف محصول سال ۲۰۰۸ به کارگردانی زبیر شاشماز با بازی مصطفی اوستونداغ و شفیق اونات‌اوغلو در نقش دو انقلابی که اخیراً از زندان آزاد شده‌اند، با یک سازمان غیرقانونی روبرو می‌شوند، توسط یک دوست سابق اداره می‌شود این فیلم که در تاریخ ۵ دسامبر ۲۰۰۸ در سراسر ترکیه اکران عمومی شد و سومین فیلم پرفروش ترکیه در سال شد.

### آشیانه گرگ‌ها: گلادیو
آشیانه گرگ‌ها: گلادیو (به ترکی استانبولی: Kurtlar Vadisi Gladio) یک فیلم اسپین آف محصول ۲۰۰۹ به کارگردانی سعدالله شنتورک است که به دنبال مأمور بازنشسته اطلاعات امنیتی اسکندر بویوک (موسی اوزونلار) است که با فاش کردن همه چیزهایی که می‌داند به کارفرمایان سابق خود حمله می‌کند. در مورد عملیات گلادیو «این به ماجراجویی چند ساله ترکیه با دولت عمیق و تشکیلات غیرقانونی تو در تو در داخل دولت می‌پردازد» و "هدف دارد فرصتی را برای طرفداران فیلم فراهم کند تا از نزدیک به «باندهای عمیق» که تلاش کردند ترکیه را با توطئه‌های خرابکارانه تحریک و تجزیه کنند، نگاه کنند. به گفته بتول آکایا دمیرباش در تودی زمان. این فیلم که در ۲۰ نوامبر ۲۰۰۹ در ترکیه اکران شد و پنجمین فیلم پرفروش ترکیه در سال شد.

### آشیانه گرگ‌ها: فلسطین
آشیانه گرگ‌ها: فلسطین (به ترکی استانبولی: Kurtlar Vadisi: Filistin) یک فیلم اسپین آف محصول ۲۰۱۱ به کارگردانی زبیر شاشماز است. داستان حول محور یک تیم کماندوی ترکیه ای می‌چرخد که برای انتقام‌گیری به اسرائیل می‌روند تا فرمانده نظامی اسرائیلی را که مسئول حمله به ناوگان غزه است، ردیابی کنند.

### آشیانه گرگ‌ها: وطن
آشیانه گرگ‌ها: وطن {ترکی|Kurtlar Vadisi Vatan}} فیلمی دربارهٔ کودتای ۱۵ ژوئیه است. فیلمنامه نویسان این فیلم آلپر ارزه، نجاتی شاشماز، کاهیت کایااوغلو و مراد کوجا بودند. سردار آکار کارگردان بود. تهیه کنندگی این فیلم متعلق به است. این فیلم که فیلمبرداری آن تقریباً ۵ هفته به طول انجامید در ۲۹ سپتامبر ۲۰۱۷ اکران شد.

## مجموعه‌های تلویزیونی

### آشیانه گرگ‌ها
آشیانه گرگ‌ها (به (به ترکی استانبولی: Kurtlar Vadisi) یک مجموعه تلویزیونی است که توسط عثمان سیناو ساخته شده است و داستان یک مأمور اطلاعاتی ترکیه را دنبال می‌کند که با هویت مخفی پولاد علمدار (با بازی نجاتی شاشماز) تلاش می‌کند تا به مافیای ترکیه نفوذ کند. این مجموعه تلویزیونی از ۱۵ ژانویه ۲۰۰۳ از شبکه شو تی‌وی آغاز شد و پس از ۴ فصل در ۲۹ دسامبر ۲۰۰۵ در قسمت ۹۷ به پایان رسید.

### آشیانه گرگ‌ها: وحشت
آشیانه گرگ‌ها: وحشت (به ترکی استانبولی: Kurtlar Vadisi Terör)

### آشیانه گرگ‌ها: کمین
آشیانه گرگ‌ها: کمین (به ترکی استانبولی: Kurtlar Vadisi Pusu) یک مجموعه ۹۷ قسمتی محصول پانا فیلم است این مجموعه دنباله ادامه مجموعه تلویزیونی آشیانه گرگ‌ها: وحشت است که پس از پخش تنها دو قسمت توسط شورای عالی رادیو و تلویزیون ترکیه ممنوع شد. این سریال شامل ۱۰ فصل بود که قسمت سیصدمین و آخرین آن در تاریخ ۱۶ ژوئن ۲۰۱۶ پخش شد.

## نفوذ فرهنگی
امراه گولر، منتقد حریت، نوشت: آشیانه گرگ‌ها با ارجاعاتش به سیاست ترکیه، سوء استفاده بی‌پرده از حساسیت‌های اجتماعی در مورد میهن‌پرستی، و صحنه‌های خشونت‌آمیز بی‌سابقه که شامل ترور و شکنجه در تلویزیون می‌شود، تبدیل به یک ضربه فوری شد.

## مناقشه با اسرائیل
در قسمتی از مجموعه آشیانه گرگ‌ها: کمین که مأموران اسرائیلی موساد را در حال جاسوسی در ترکیه و ربودن نوزادان ترک نشان می‌داد، مورد انتقاد دولت و رسانه‌های اسرائیل قرار گرفت. امتناع دولت ترکیه از اقدام به درخواست‌های اسرائیل برای سانسور بهتر این سریال به تعمیق اختلاف بین دو کشور افزود که به تهدید ترکیه برای فراخواندن سفیر ترکیه در اسرائیل پس از یک دیدار جنجالی دیپلماتیک با معاون وزیر خارجه اسرائیل دنی آیالون در ژانویه ۲۰۱۰ ختم شد.